# Gornja Ljuboviđa
Gornja Ljuboviđa (en serbe cyrillique : Горња Љубовиђа) est un village de Serbie situé dans la municipalité de Ljubovija, district de Mačva. Au recensement de 2011, il comptait 358 habitants.
Une autre localité portant le nom de Gornja Ljuboviđa est située à proximité.

## Démographie
| 1948 | 1953  | 1961 | 1971 | 1981 | 1991 | 2002 | 2011 |
| ---- | ----- | ---- | ---- | ---- | ---- | ---- | ---- |
| 970  | 1 040 | 973  | 772  | 643  | 524  | 443  | 358  |

|  |